# Die kleine Sklavin
Die kleine Sklavin (neapolitanisches Original: La schiavottella) ist ein Märchen (AaTh 894). Es steht in Giambattista Basiles Sammlung Pentameron als achte Erzählung des zweiten Tages (II,8). Felix Liebrecht übersetzte Die Küchenmagd.

## Inhalt
Die Schwester des Barons verschluckt beim Spiel mit Freundinnen ein Rosenblatt und wird davon schwanger. Befreundete Feen segnen nach der Geburt das Kind, doch eine herbeieilende Fee verrenkt sich den Knöchel und verflucht es dabei versehentlich zum Tod im siebten Lebensjahr durch Kämmen. So geschieht es: Das Kind stirbt, als die Mutter es kämmt und der Kamm im Haar stecken bleibt. Das Kind wird in einen Kristallschrein gebettet und der Raum verschlossen. Die Mutter liegt vor Gram im Sterben, sie gibt dem Baron den Schlüssel zur Grabkammer, den er nie benutzen soll. Seine eifersüchtige Frau jedoch missachtet die Weisung und findet die Schönheit im Glassarg, reißt sie aus Wut an den Haaren heraus, wodurch der Kamm abfällt und das Kind erwacht. Die Frau misshandelt sie fortan als Sklavin derart, dass der Baron sie nicht als seine Nichte erkennt. Als er allen im Haus etwas von einer Reise mitzubringen verspricht, wünscht sie sich eine Puppe, Messer und Bimsstein. Sie klagt der Puppe ihr Leid, während sie das Messer am Bimsstein wetzt und droht sich zu erstechen, sollte die Puppe nicht antworten. Der Baron belauscht das, befreit seine Nichte und jagt seine Frau fort.

## Bemerkungen
Vgl. barocke Heiligenreliquien in Glassärgen. Vgl. bei Basile zur wundersamen Schwangerschaft I,3 Peruonto und I,9 Die hinterlistige Hirschkuh. Vgl. in Grimms Märchen zur Verwünschung Dornröschen, zum Glassarg Schneewittchen, Der gläserne Sarg, zur verbotenen Kammer Fitchers Vogel, Blaubart, Das Mordschloß, zum Abschneiden der Haare Rapunzel, zum Reisegeschenk Das singende springende Löweneckerchen, zur abgelauschten Beichte Die Gänsemagd. Clemens Brentano bearbeitete das Märchen auf Deutsch als Das Märchen vom Rosenblättchen in Italienische Märchen. Walter Scherf vergleicht andere Fassungen. Der Text galt vielen als frühe Schneewittchen-Version, wobei nur Einzelmotive, eben Todesschlaf durch Kämmen, Glassarg und Wiedererwecken, übereinstimmen. Vgl. Johann Karl August Musäus’ Richilde.